# Промышленность Словакии

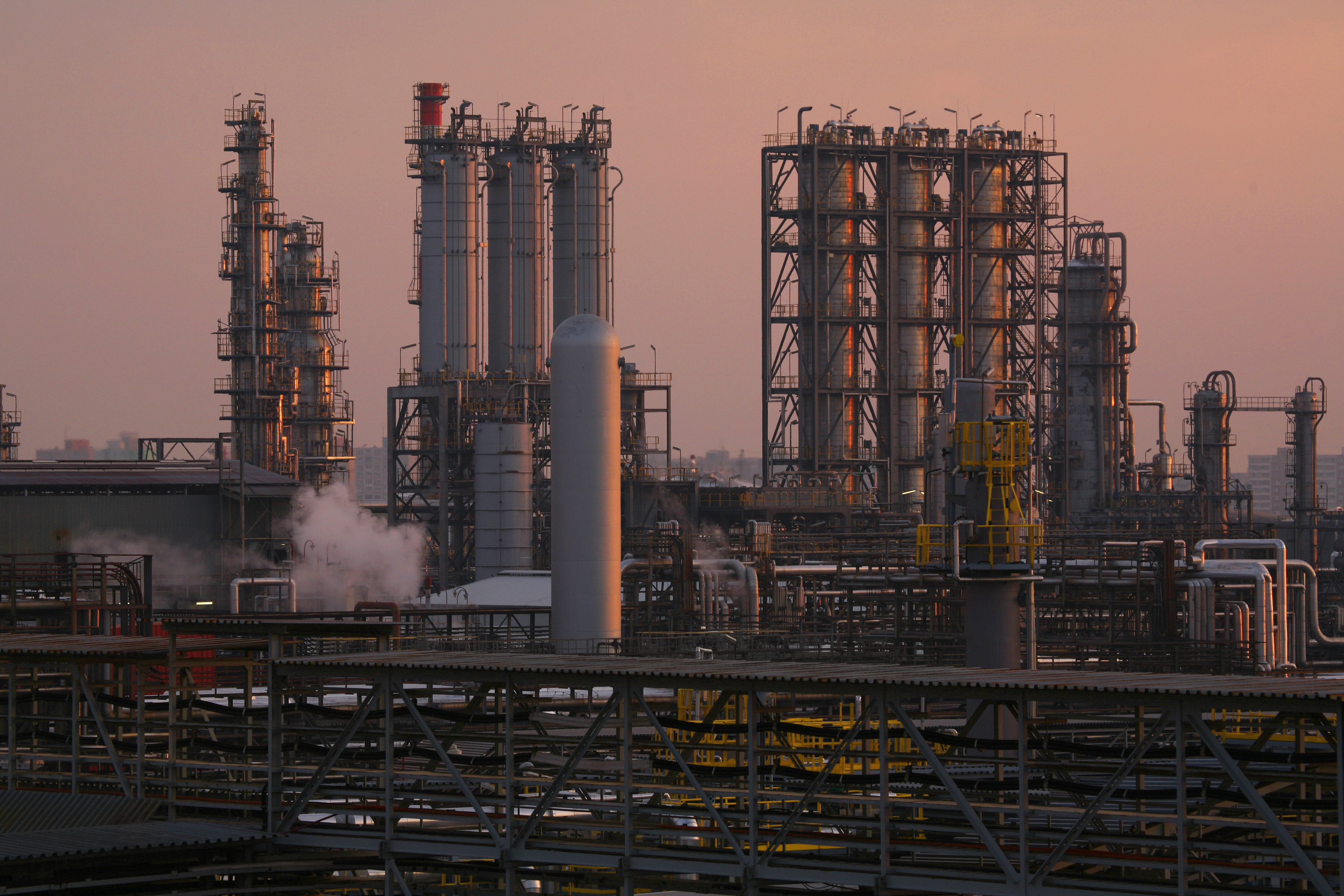
Нефтехимический комбинат Slovnaft в Братиславе

Промышленный сектор играет важную роль в экономике Словакии: в 2023 году обрабатывающая и горнодобывающая промышленность суммарно составили 32,9 % ВВП страны. Ключевую роль играет автомобильный сектор, за которым следуют производство металлов, химикатов, бумаги, электронных и оптических приборов, бытовой электротехники, резиновых изделий, керамики, текстиля и одежды, продуктов питания и напитков, фармацевтических препаратов и гигиенических средств. Практически все крупные промышленные предприятия Словакии принадлежат иностранным инвесторам, особенно из ФРГ, Южной Кореи и США. 

## Общие сведения

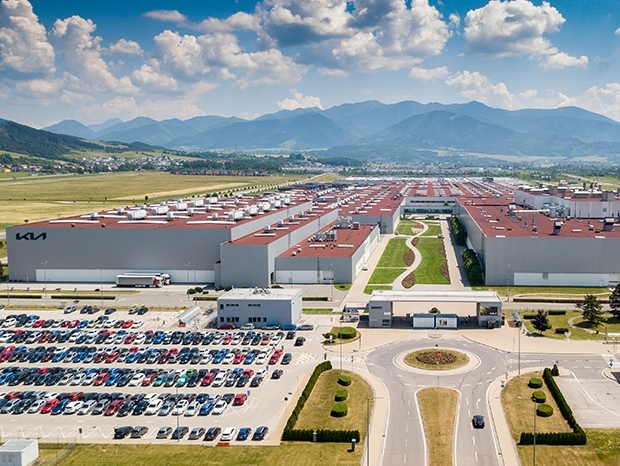
Автомобильный завод Kia Motors в Жилине

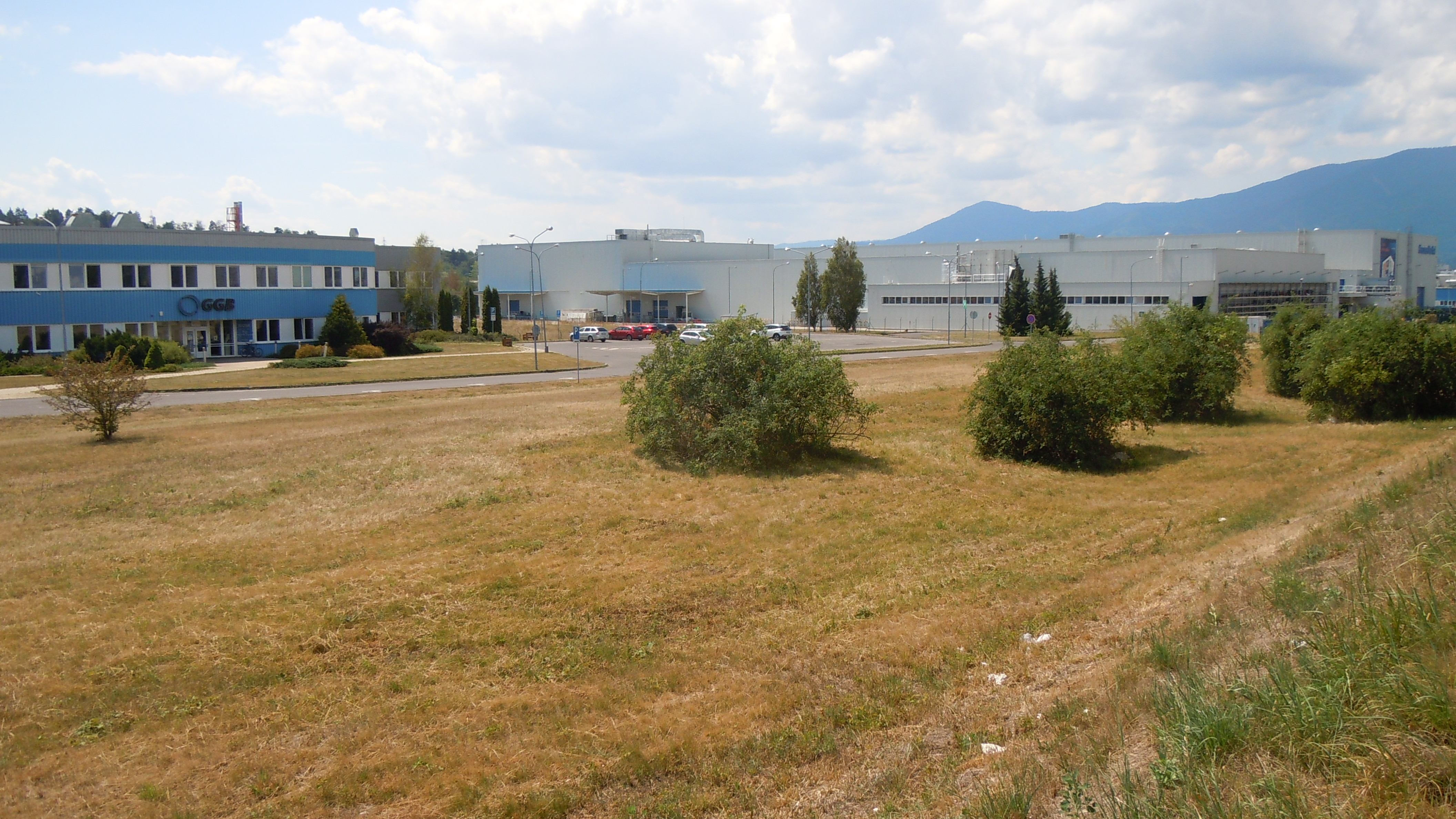
Промышленная зона в Сучанах

После «бархатной революции» и «бархатного развода» с Чехией промышленность Словакии вступила в период стагнации и упадка. В 2004 году Словакия вошла в Европейский союз, а в 2009 году — в Еврозону, что дало значительный импульс притоку иностранных инвестиций и повлекло за собой быстрое развитие её экономики. Стремительный рост промышленности страны привёл к тому, что Словакию стали называть «Татранский тигр». В 2023 году темпы роста промышленного производства Словакии составили 15,03 %.
В 2023 году экспорт Словакии составил 121 млрд долл. (для сравнения, в 2022 году — 114,52 млрд, в 2021 году — 109,23 млрд), а импорт — 119,66 млрд долл. (для сравнения, в 2022 году — 121,47 млрд). Основными статьями экспорта были автомобили, автокомплектующие, дисплеи и нефтепродукты; основными статьями импорта — автокомплектующие, автомобили, пластиковые изделия и электропроводка. Основными партнёрами Словакии по экспорту были Германия (20 %), Чехия (10 %), Венгрия (7 %), США (6 %) и Польша (6 %), а основными партнёрами по импорту — Германия (16 %), Чехия (14 %), Польша (8 %), Китай (7 %) и Венгрия (6 %).
Иностранный капитал играет ключевую роль в промышленности Словакии, среди крупнейших инвесторов — германские компании Volkswagen, Continental, ZF Friedrichshafen, Schaeffler Group и Hella, южнокорейские компании Kia Motors, Hyundai Mobis, Samsung Electronics, Yura Corporation и Hanon Systems, венгерская MOL, нидерландская Stellantis, американская U.S. Steel, французская Forvia, индийская Samvardhana Motherson, британская Mondi, японская Panasonic, канадская Magna International и тайваньская Foxconn.
Крупнейшими промышленными центрами страны являются Братислава, Кошице, Прешов, Жилина, Банска-Бистрица, Нитра и Трнава.

## Автомобильная промышленность

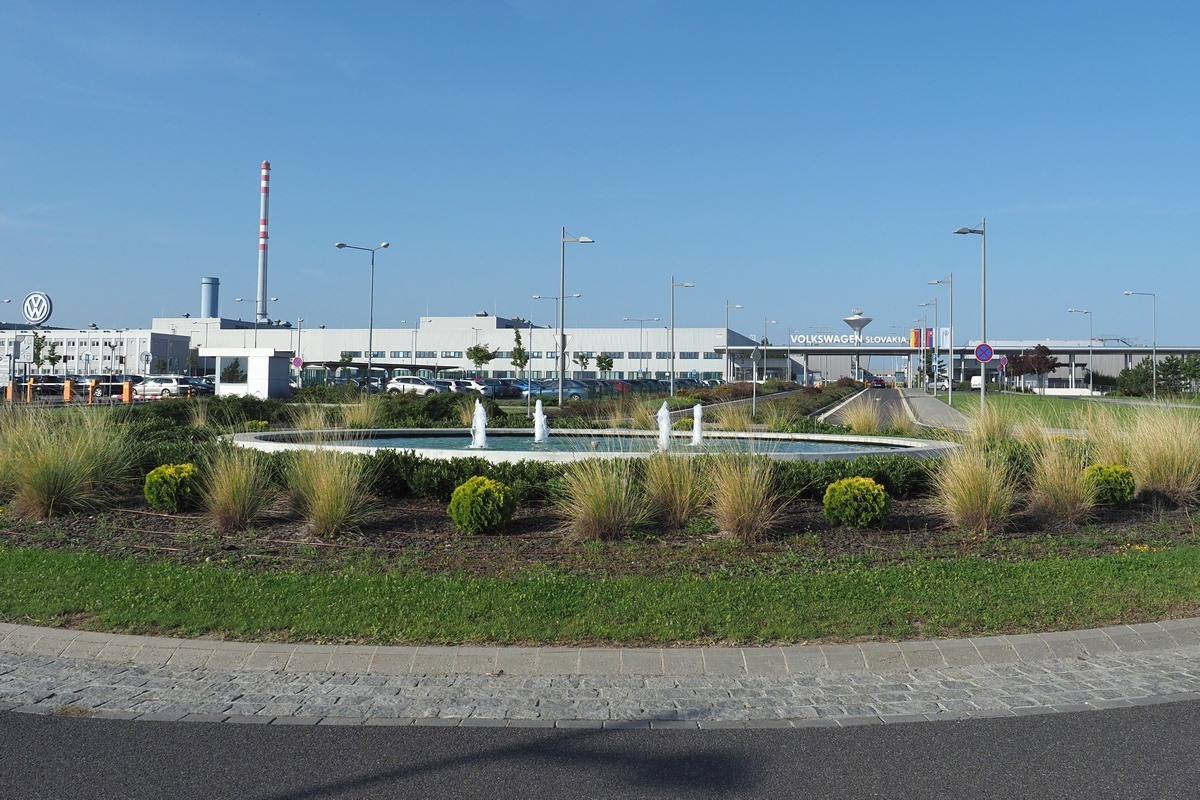
Автомобильный завод Volkswagen в Братиславе

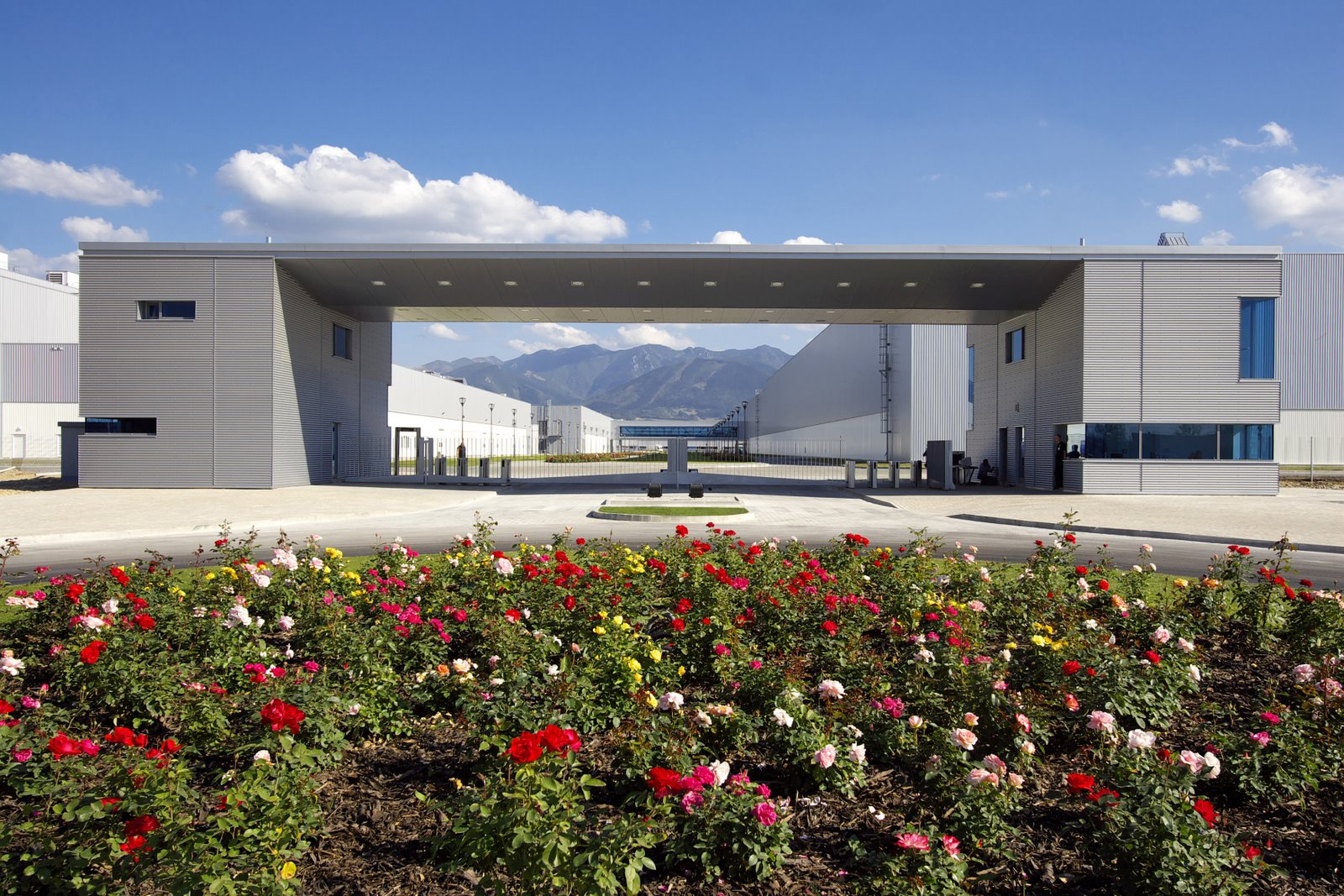
Автомобильный завод Kia Motors в Жилине

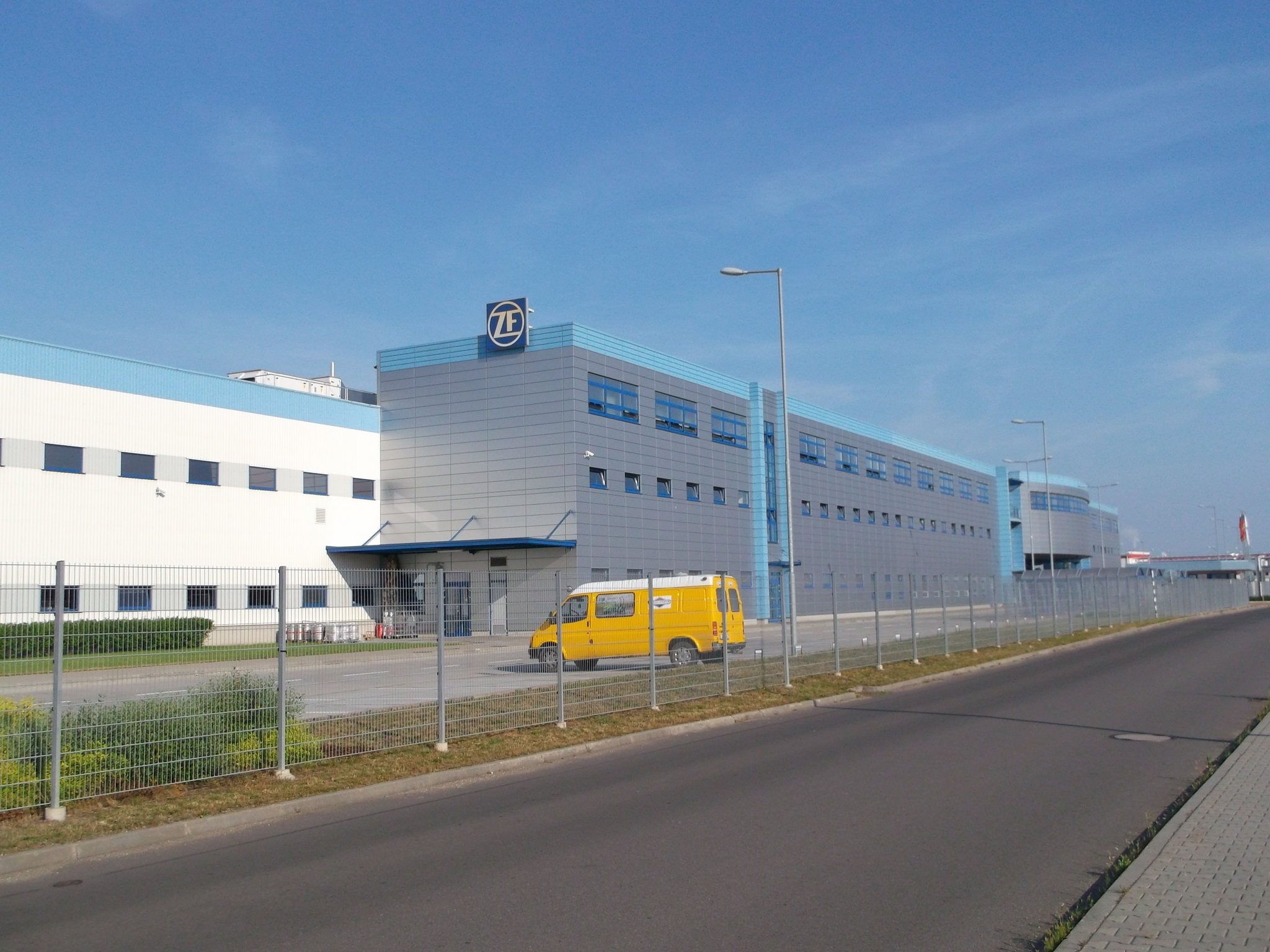
Завод комплектующих ZF Friedrichshafen в Левице

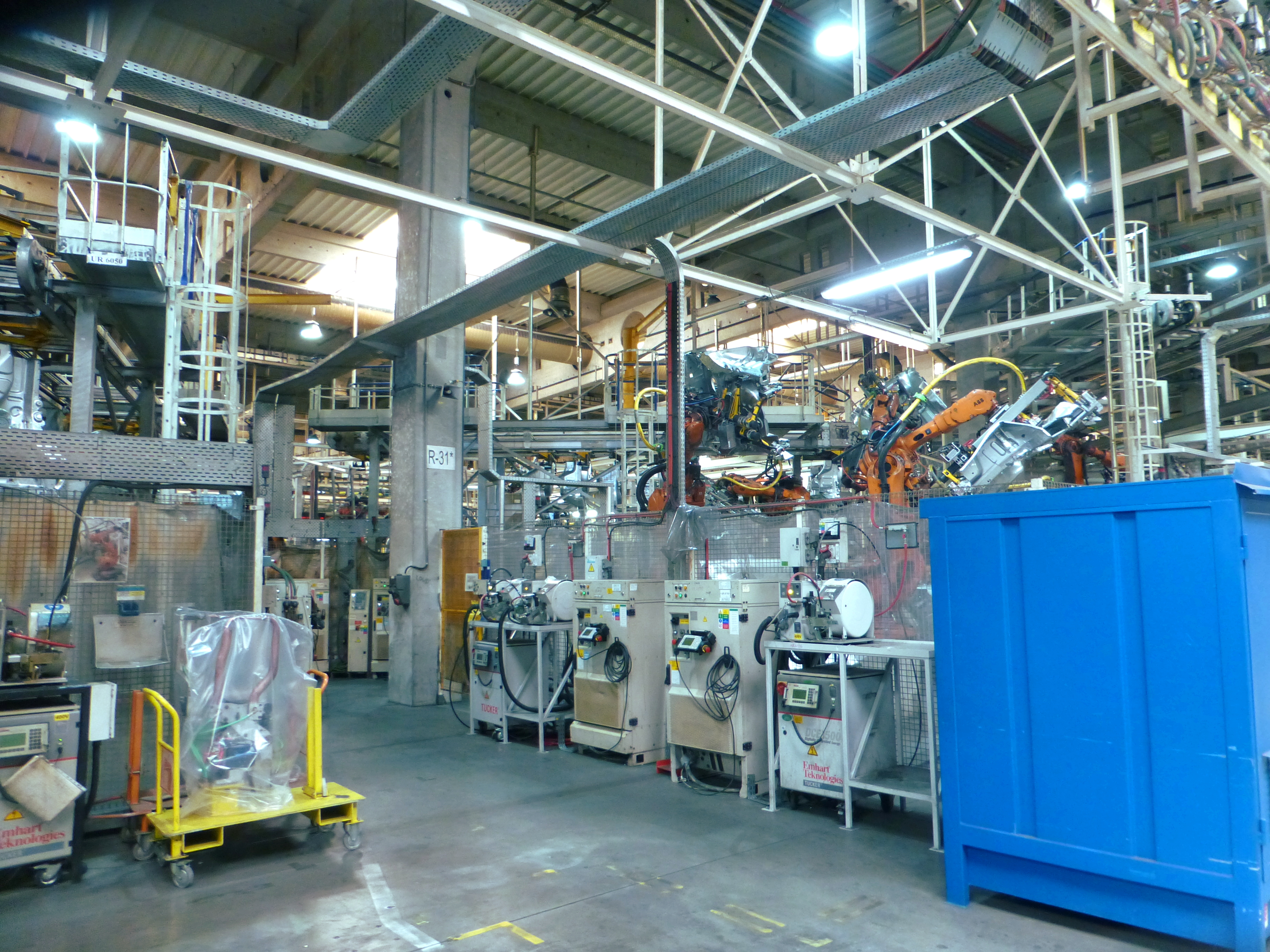
Один из цехов завода Stellantis в Трнаве

По состоянию на 2024 год по производству автомобилей Словакия входила в пятёрку ведущих производителей Европы (993 тыс. единиц), уступая лишь Германии, Испании и Чехии. Помимо сборки легковых автомобилей в Словакии также производят широкий ассортимент автомобильных комплектующих и деталей, включая электронику, проводку и шины. Крупнейшими компаниями сектора являются:
- Volkswagen Slovakia[англ.] (Братислава) — легковые автомобили моделей Volkswagen Passat, Volkswagen Touareg, Škoda Superb, Porsche Cayenne и Audi Q8.
- Kia Slovakia (Тепличка-над-Вагом) — легковые автомобили моделей Kia Ceed, Kia Venga, Kia Sportage и Hyundai Tucson.
- Stellantis Slovakia[англ.] (Трнава) — легковые автомобили моделей Peugeot 208 и Citroën C3.
- Mobis Slovakia (Гбеляны) — автодетали, включая тормозные системы, оси, приборные панели и бамперы.
- Continental Tires Slovakia (Пухов) — шины для легковых и грузовых автомобилей, автобусов.
- Motherson SAS Automotive Systems and Technologies Slovakia[англ.] (Братислава) — автодетали, включая приборные панели.
  - Eissmann Automotive Slovensko (Голич) — компоненты интерьера.
  - Samvardhana Motherson Reydel (Нитра) — компоненты интерьера.
- Faurecia Automotive Slovakia (Братислава) — автодетали, включая сиденья, передние решётки, бамперы, радиаторы, вентиляционные системы.
  - Faurecia Automotive Slovakia (Кошице) — приборные и дверные панели, подлокотники.
  - Faurecia Automotive Slovakia (Гбеляны) — сиденья.
  - Faurecia Automotive Slovakia (Завар) — сиденья и выхлопные системы.
  - Faurecia Automotive Slovakia (Лозорно) — сиденья.
  - Faurecia Automotive Slovakia (Глоговец) — пластиковые компоненты интерьера.
- ZF Slovakia (Трнава) — автодетали, включая сцепления, маховики и гидротрансформаторы. 
  - ZF Slovakia (Левице) — детали шасси, включая шаровые опоры и стабилизаторы.
  - ZF Slovakia (Шаги) — амортизаторы.
  - ZF Slovakia (Детва) — рулевые тяги.
  - ZF Slovakia (Комарно) — сцепления.
- Schaeffler Kysuce (Кисуцке-Нове-Место) — детали для электродвигателей, трансмиссий, тормозов и шасси.
- Hella Slovakia Lighting (Кочовце) — фары, боковые и задние фонари, внутреннее освещение автомобиля.
- Magna PT (Кехнец) — трансмиссии и сцепления.
- YURA Corporation Slovakia (Ледницке-Ровне) — электропроводка.
- ZKW Slovakia[нем.] (Крушовце) — фары и другие элементы освещения.
- Hanon Systems Slovakia[англ.] (Илава) — системы терморегулирования автомобилей, включая кондиционеры, интеркулеры и конденсаторы.
- Lear Corporation Seating Slovakia[англ.] (Прешов) — сиденья.
- Schaeffler Skalica (Скалица) — подшипники и приводы.
- Jaguar Land Rover Slovakia[англ.] (Нитра) — легковые автомобили моделей Land Rover Discovery и Land Rover Defender.
- Continental Automotive Systems Slovakia (Зволен) — тормозные системы.
- Brose Prievidza (Прьевидза) — приводы и мехатронные системы для дверей, багажников и сидений.
- HBPO Slovakia (Лозорно) — пластиковые элементы экстерьера, включая бамперы и решётки радиатора.
- Adient Slovakia[англ.] (Братислава) — сиденья.
  - Adient Slovakia (Лученец) — сиденья.
  - Adient Slovakia (Жилина) — сиденья.
- Sungwoo Hitech Slovakia[англ.] (Жилина) — металлические прессованные компоненты.
- Visteon Electronics Slovakia[англ.] (Наместово) — автомобильная электроника, включая дисплеи, микросхемы и контроллеры.
- Plastic Omnium Auto Exteriors (Лозорно) — пластиковые элементы экстерьера, включая бамперы.
- Seoyon E-Hwa Automotive Slovakia (Поважска-Бистрица) — автодетали, включая дверную обшивку, напольные и багажные консоли.
- Matador Automotive Vráble (Врабле) — металлические штампованные изделия.
- Hyundai Transys Slovakia[англ.] (Жилина) — сиденья.
- IAC Group Slovakia (Лозорно) — двери, потолочные системы и приборные панели.
- Nemak Slovakia[англ.] (Жьяр-над-Гроном) — алюминиевые детали трансмиссий и двигателей.
- BOGE Elastmetall Slovakia (Трнава) — пластиковые и резиновые детали, включая втулки, педали и моторные отсеки.
- SJG Slovakia (Летавска-Лучка) — выхлопные системы.
- Marelli Kechnec Slovakia[англ.] (Кехнец) — приборные панели, навигационные системы, дроссельные заслонки, впускные коллекторы и насосы высокого давления.
- Magna Slovteca (Нове-Место-над-Вагом) — зеркала заднего вида.
- ZF Active Safety Slovakia (Нове-Место-над-Вагом) — автодетали, включая усилители рулевого управления.
- Yanfeng International Automotive Technology Slovakia (Братислава) — автодетали, включая компоненты интерьера.
  - Yanfeng International Automotive Technology Slovakia (Тренчин) — компоненты интерьера.
  - Yanfeng Automotive Interiors (Наместово) — компоненты интерьера.
- Iljin Slovakia[англ.] (Правенец) — автодетали, включая подшипники.
- Donghee Slovakia[англ.] (Стречно) — оси и топливные баки.
- Mahle Behr Námestovo[англ.] (Наместово) — выхлопные системы и масляные охладители аккумуляторов.
- Grupo Antolin Bratislava[англ.] (Братислава) — обшивка сидений и дверей, потолочные системы.
- Plastic Omnium Auto Inergy Slovakia (Лозорно) — пластиковые детали топливной системы.
- YURA Eltec Corporation Slovakia (Римавска-Собота) — электропроводка.
- KE Prešov Elektrik[нем.] (Прешов) — электропроводка.
- Webasto Convertibles Slovakia (Вельки-Медер) — системы складных крыш.
- Gestamp Nitra (Лужянки) — штампованные металлические детали.
- Golde Lozorno[англ.] (Лозорно) — крыши и стеклянные люки.
- Snop Automotive Malacky (Малацки) — штампованные металлические детали.
- Sisecam Automotive Slovakia[англ.] (Малацки) — автомобильные стёкла и уплотнители к ним.
- Leoni Wiring Systems Slovakia (Тренчин) — электропроводка.
- Kromberg & Schubert[нем.] (Коларово) — электропроводка.
- Minebea Access Solutions Slovakia[англ.] (Кошице) — дверные замки и зарядные системы.
- Mahle Behr Senica[англ.] (Сеница) — системы отопления, вентиляции и кондиционирования воздуха.
- APIS Plastic Slovakia (Дубница-над-Вагом) — пластиковые детали салона.

## Химико-фармацевтическая промышленность

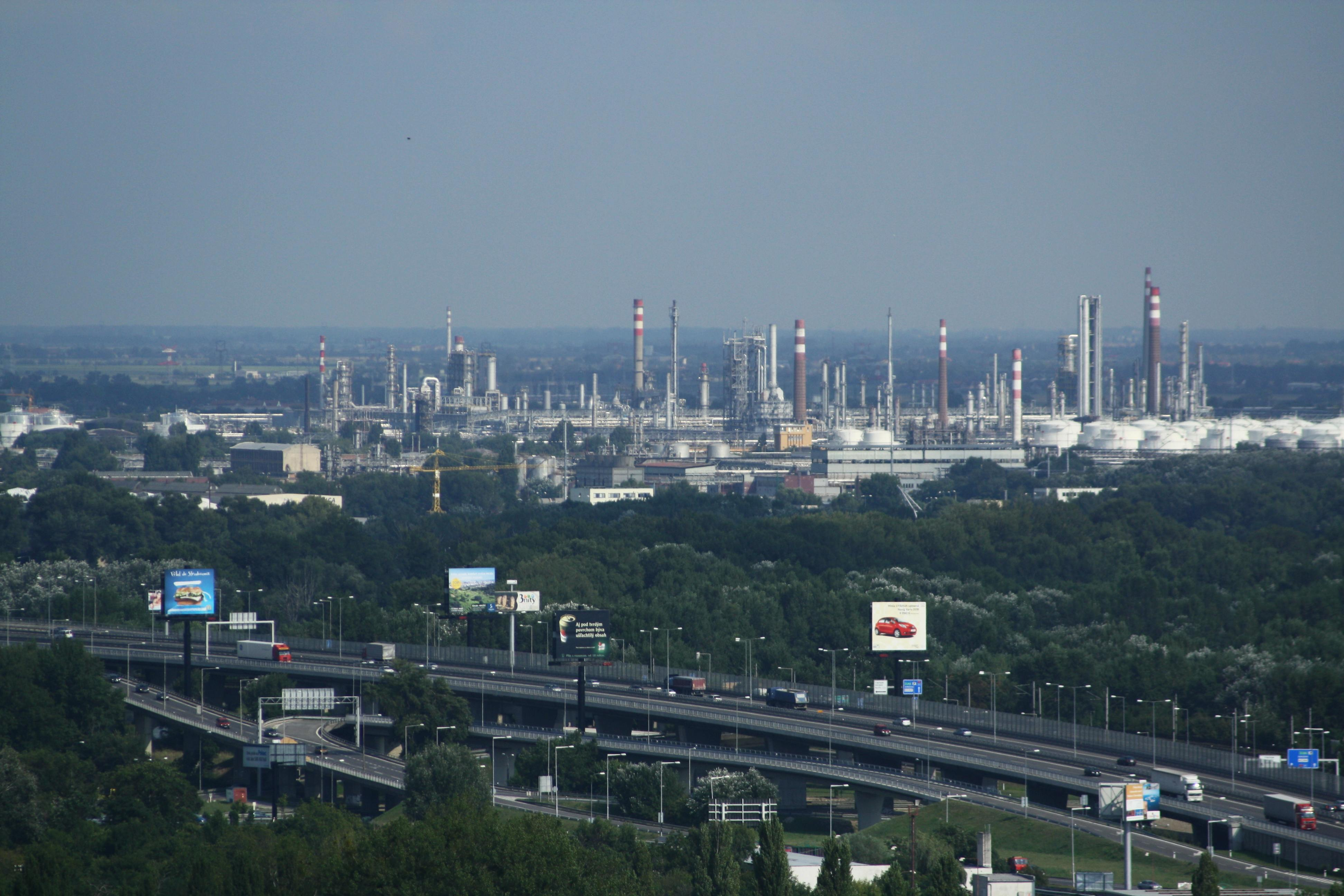
Нефтехимический комбинат Slovnaft в Братиславе

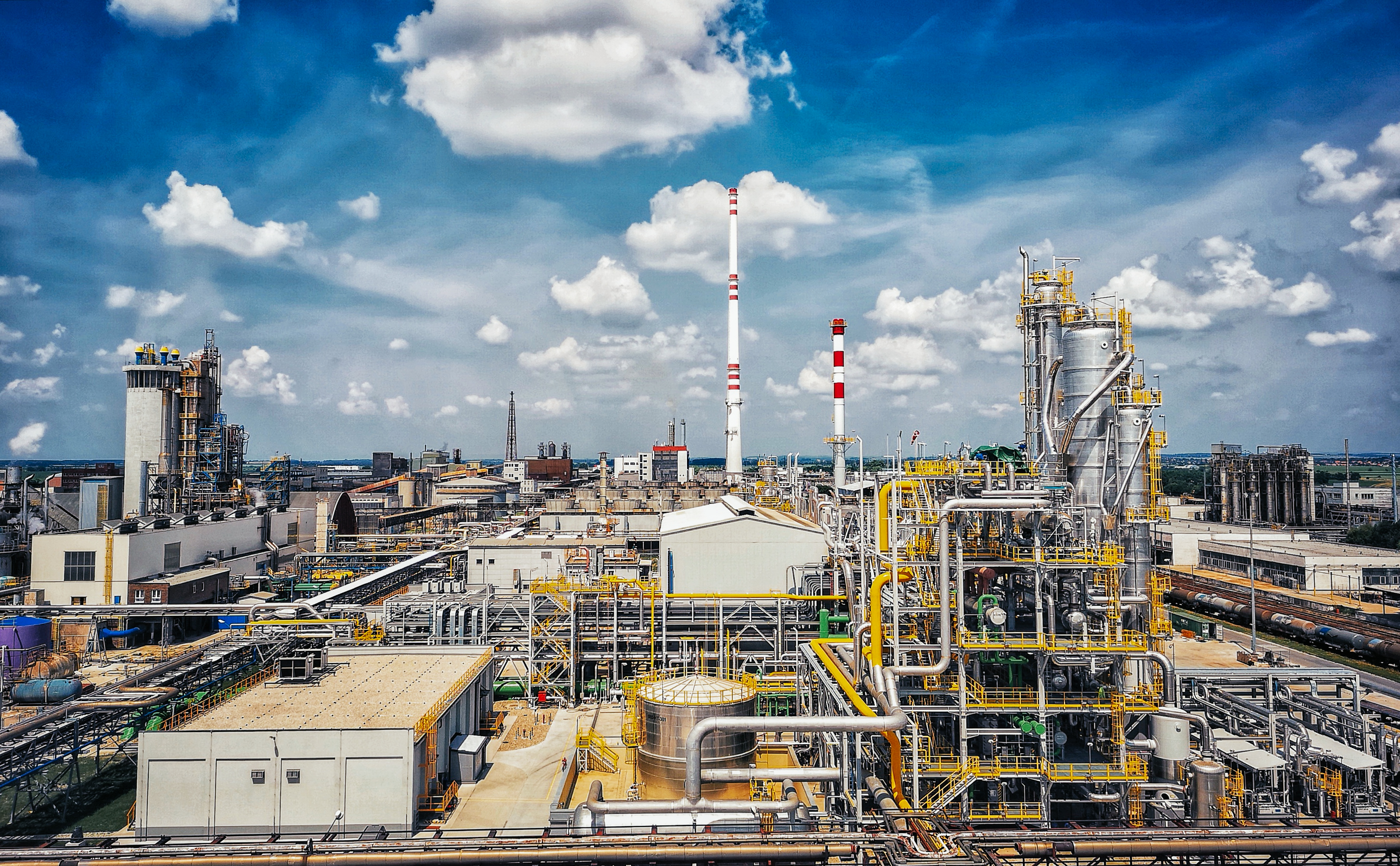
Химический завод Duslo в Шаля

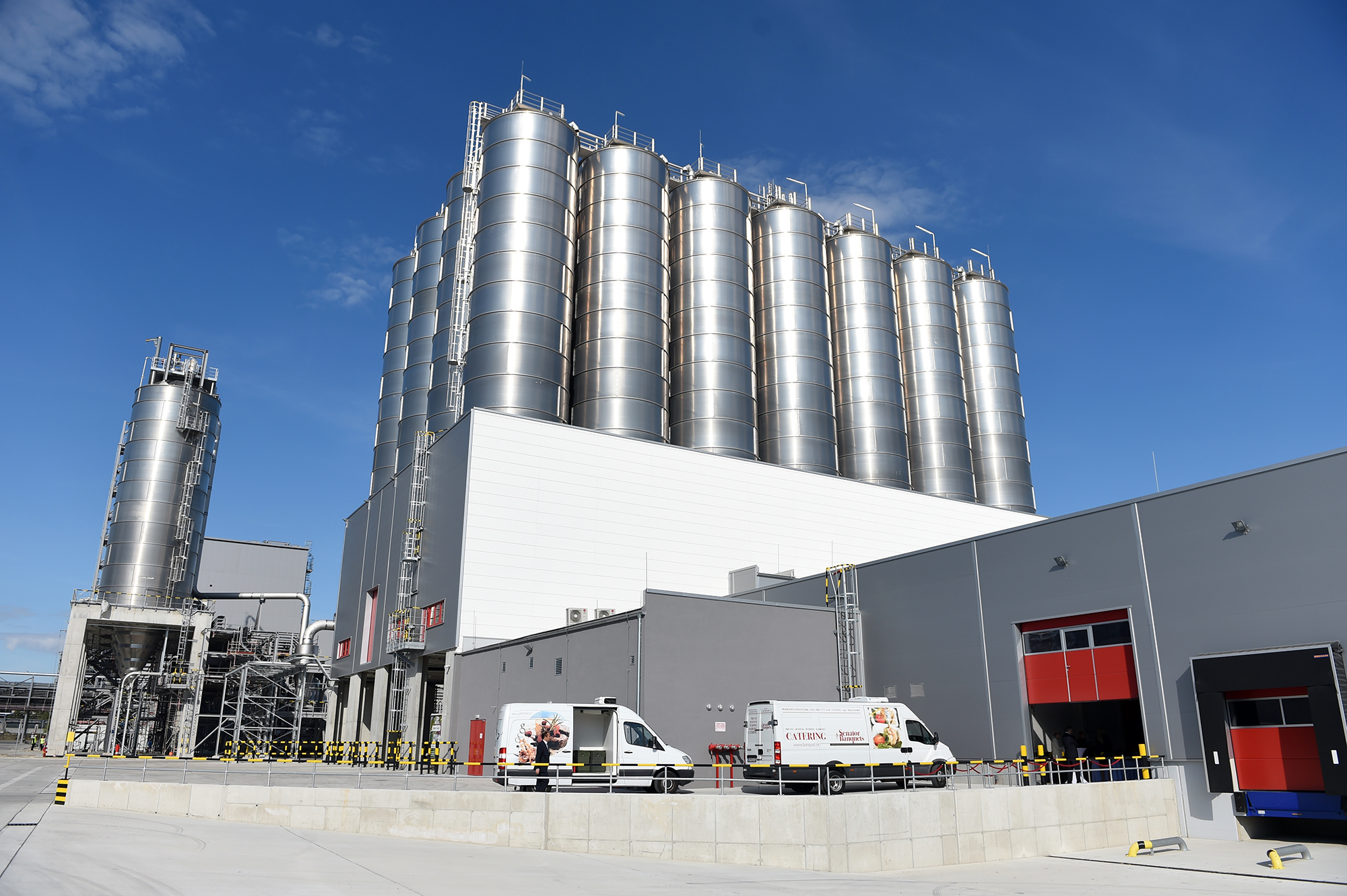
Нефтехимический комбинат Slovnaft в Братиславе

В Словакии развиты химическая, нефтехимическая, фармацевтическая и биотехнологическая промышленность, включая производство светлых нефтепродуктов (бензина, керосина и дизельного топлива), смазочных материалов, синтетических волокон, пластмасс, минеральных удобрений, технических газов, биотоплива (биоэтанола и биодизеля), резинотехнических изделий, клеев, герметиков, смол, бытовой химии (зубной пасты, стиральных порошков, моющих средств) и лекарств. Крупнейшими компаниями сектора являются:
- Slovnaft (Братислава) — дизельное топливо, бензин, лигроин, керосин, битум, моторное масло и полимеры[8].
- Duslo[англ.] (Шаля) — минеральные удобрения, резиновые химикаты, клеи и аммиачная селитра.
- Fortischem / Novacke Chemicke Zavody (Новаки) — различные химикаты и технические газы, включая винилхлорид, карбид кальция и гидроксид натрия.
- Haleon Levice[англ.] (Левице) — зубная паста.
- Enviral (Леопольдов) — биоэтанол.
- Envien Group / MEROCO (Леопольдов) — биодизель и глицерин.
- BASF Slovensko (Малацки) — полиуретан.

## Металлургия и металлообработка

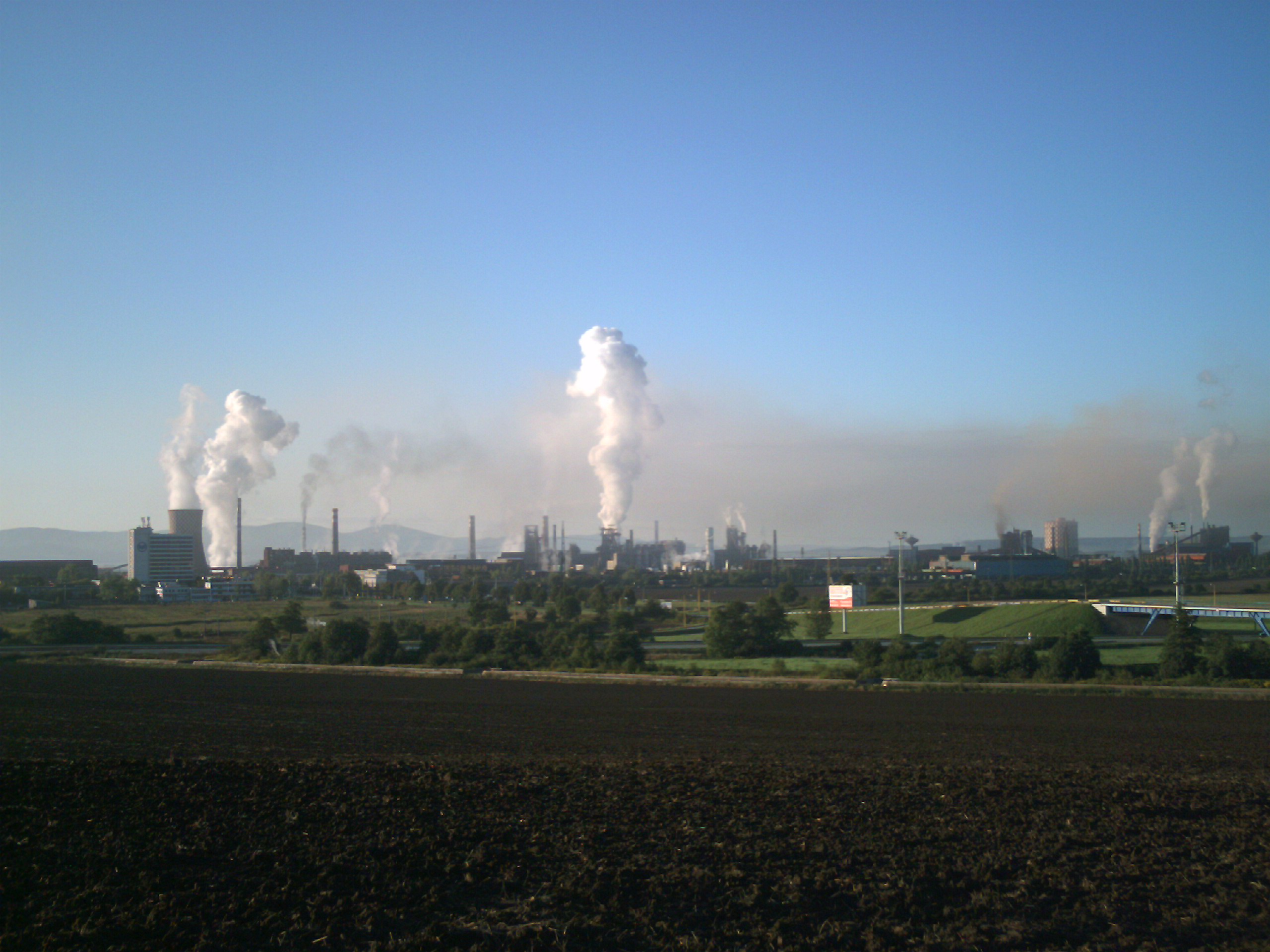
Металлургический комбинат U. S. Steel Košice в Кошице

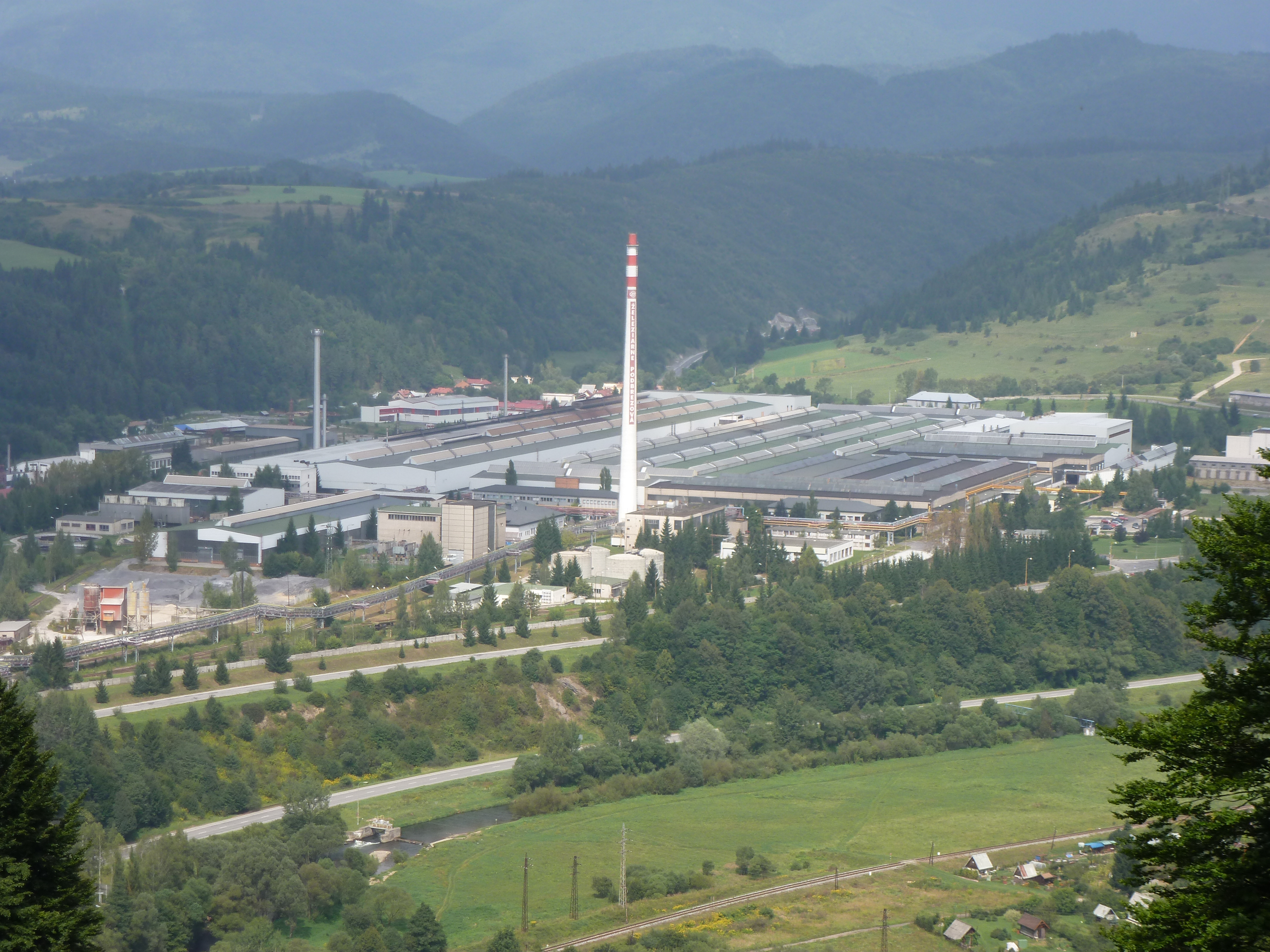
Металлургический завод Železiarne Podbrezová

Стальной сектор Словакии в значительной мере ориентирован на автомобильную промышленность Восточной Европы. Город Кошице является крупнейшим в стране центром сталелитейной и сталепрокатной промышленности. В 2023 году закрылся алюминиевый завод Slovalco в городе Жьяр-над-Гроном, что значительно сократило объём производства словацкой цветной металлургии. 
Крупнейшими компаниями сектора являются:
- U. S. Steel Košice (Кошице) — стальные листы для автомобильной промышленности.
- Bekaert Hlohovec[англ.] (Глоговец) — стальная проволока и кабели.
- ArcelorMittal Gonvarri SSC Slovakia (Сеница) — стальные и алюминиевые заготовки для автомобильной промышленности.
- Železiarne Podbrezová[англ.] (Подбрезова) — стальные трубы и детали для автомобильной промышленности.
- Hyundai Steel Slovakia (Гбеляны) — стальные листы для автомобильной промышленности.
- Bekaert Sládkovičovo[англ.] (Сладковичово) — стальная проволока.

## Электронная и электротехническая промышленность
Словакия является крупным производителем бытовой электроники и электротехники, включая телевизоры, холодильники, стиральные и посудомоечные машины, а также крупным производителем промышленной электроники, включая микросхемы, датчики и кабели.
Крупнейшими компаниями сектора являются:
- Samsung Electronics Slovakia (Галанта) — телевизоры.
- Panasonic Industrial Devices Slovakia (Трстена) — микросхемы, блоки питания, зарядные устройства, автомобильные динамики, датчики и переключатели.
- Foxconn Slovakia (Нитра) — бытовая электроника, микросхемы и автомобильные датчики[9].
- Panasonic Industrial Devices Slovakia (Стара-Любовня) — микросхемы и беспроводные модули.
- Beko Manufacturing Slovakia (Попрад) — стиральные машины.
- Applied Meters (Прешов) — контрольно-измерительные приборы, включая счётчики электроэнергии[10].
- Prysmian Kablo (Братислава) — электрические и телекоммуникационные кабели.
- GPV Slovakia (Нова-Дубница) — микросхемы и другая электроника[11].
- Delta Electronics Slovakia (Дубница-над-Вагом) — системы питания, включая выпрямители, инверторы и блоки управления.
- Semikron Danfoss (Врбове) — силовая электроника, включая полупроводниковые приборы и силовые модули.
- Vicente Torns Slovakia (Вельке-Косиги) — электрические кабели и провода.
- GPV Slovakia (Пьештяни) — микросхемы и другая электроника.
- GPV Cables (Глоговец) — кабельные системы.
  - GPV Slovakia (Глоговец) — микросхемы.

## Деревообрабатывающая и бумажная промышленность

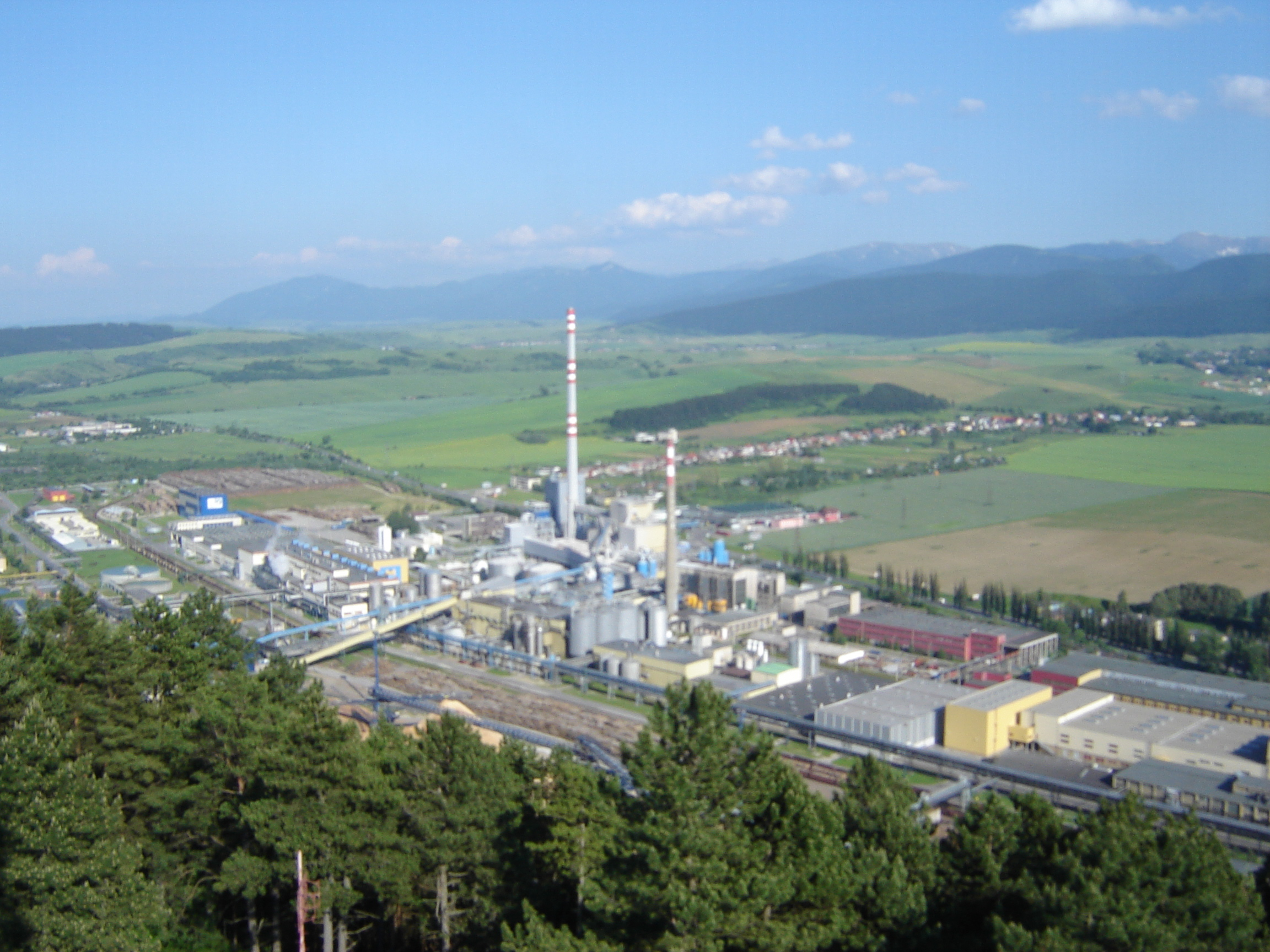
Целлюлозно-бумажный комбинат Mondi в Ружомбероке

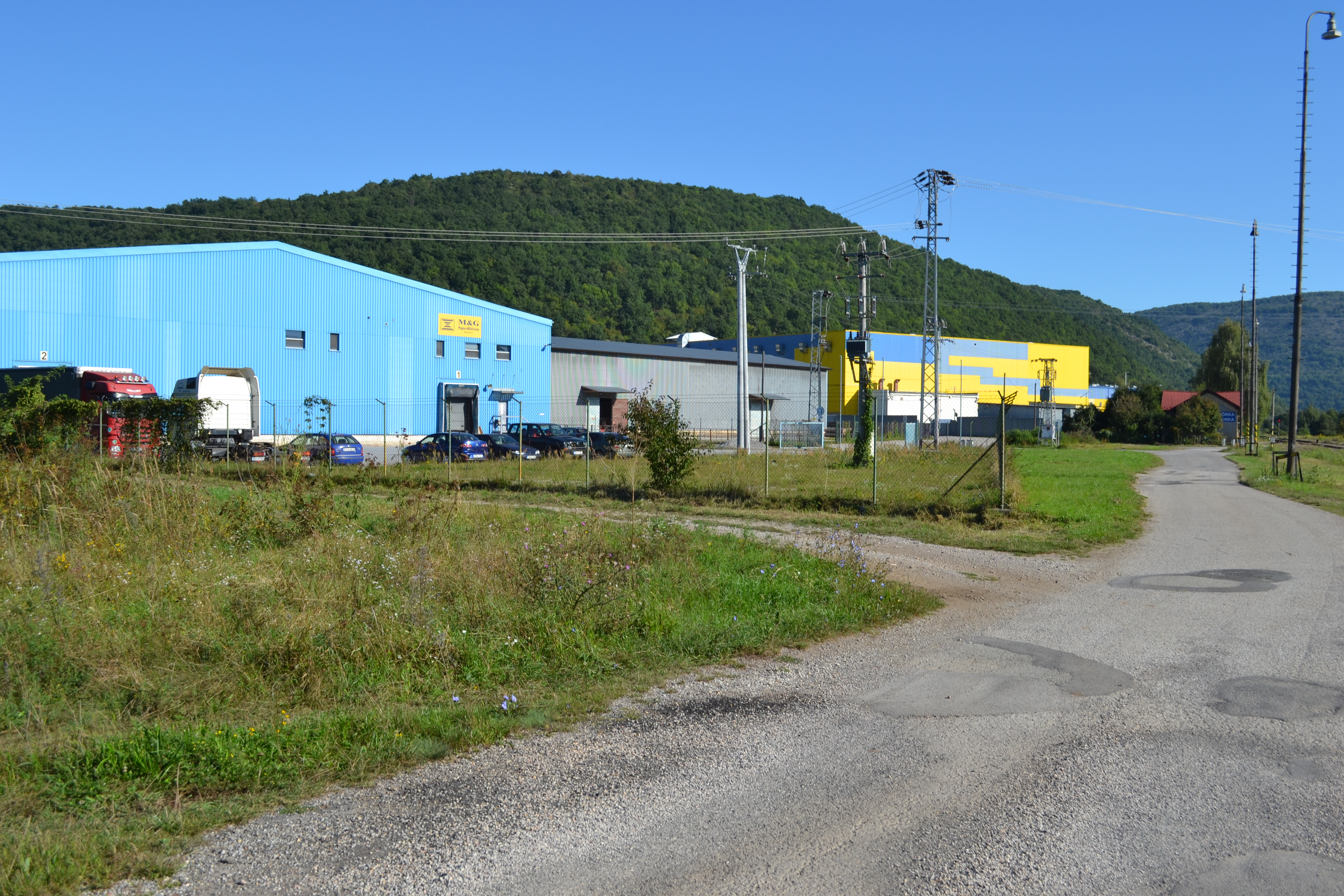
Фабрика Essity в Гемерска-Горка

В Словакии имеются современные лесопильные, целлюлозно-бумажные и мебельные предприятия. Крупнейшими компаниями сектора являются: 
- Mondi SCP[англ.] (Ружомберок) — целлюлоза, немелованная бумага и тарный картон[12].
- LESY Slovenskej republiky[словац.] (Банска-Бистрица) — древесина и пиломатериалы.
- Essity Slovakia (Гемерска-Горка) — средства гигиены, включая прокладки, подгузники и урологические трусы.
- IKEA Industry Slovakia (Малацки) — деревянные компоненты и готовая мебель.
- Metsa Tissue Slovakia[англ.] (Жилина) — туалетная бумага, бумажные полотенца и гигиенические прокладки[13].
- Kronospan Slovakia[англ.] (Зволен) — древесно-стружечные плиты и клеёная древесина.
- Slovak Hygienic Paper Group / SHP Harmanec (Гарманец) — туалетная бумага и салфетки.

## Пищевая промышленность

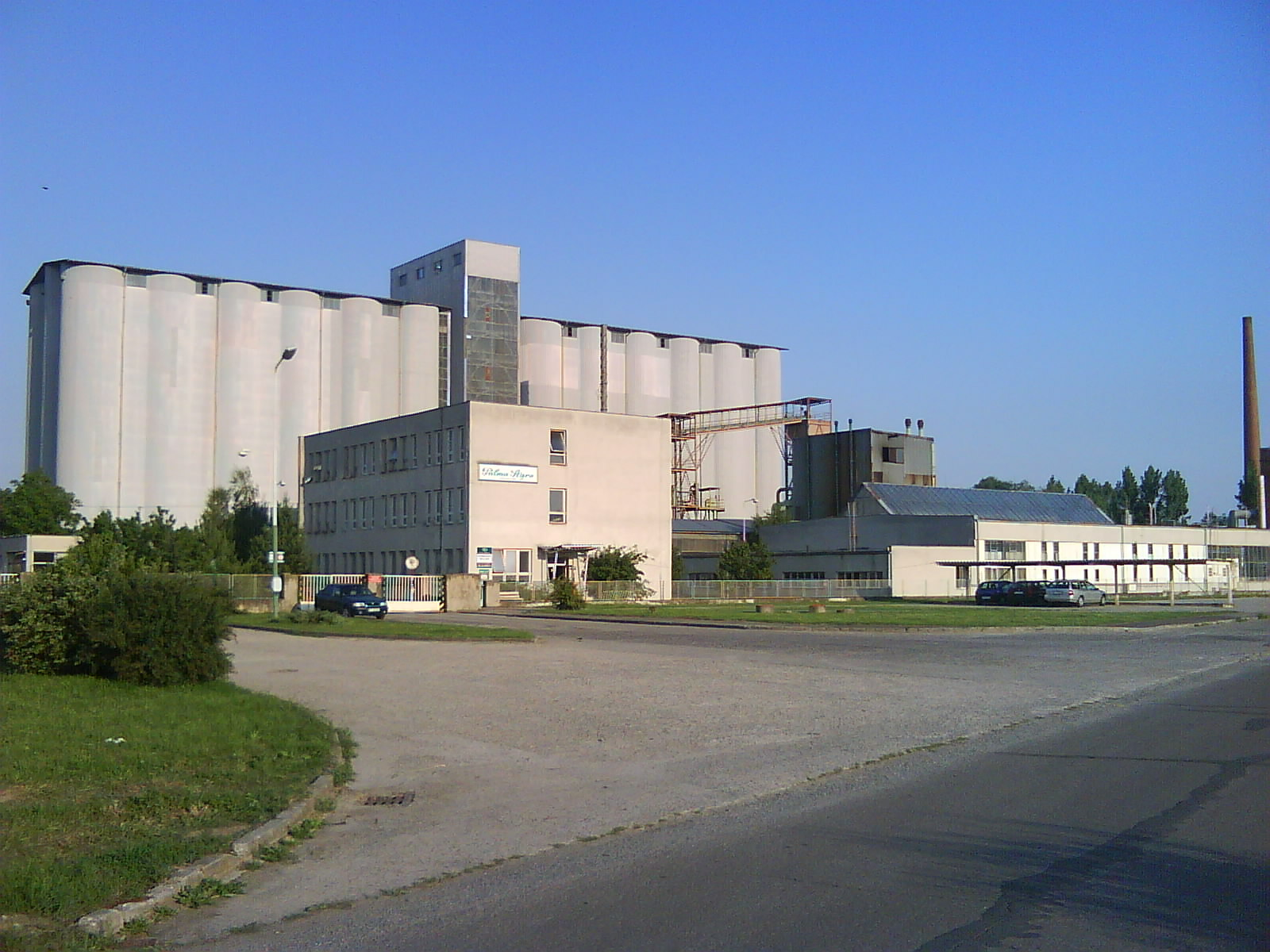
Завод растительного масла Palma Agro в Сечовце

Важное значение в агропромышленном секторе Словакии играет переработка пшеницы, ячменя, кукурузы, сахарной свёклы, рапса, подсолнечника, сои, картофеля, винограда, молока, свинины и курятины. Пищевые предприятия Словакии производят муку, комбикорма, сахар, растительное масло, сыр, охлаждённое мясо, хлебобулочные и кондитерские изделия, пиво и прохладительные напитки.
Крупнейшими компаниями сектора являются:
- Nestlé Slovensko (Прьевидза) — приправы, соусы и супы быстрого приготовления.
- Meggle Slovakia (Братислава) — молочные продукты, включая сливки, сладкие сырки и молочные напитки.
- Mecom Group (Гуменне) — мясные изделия, включая колбасы, ветчину и бекон.
- Plzeňský Prazdroj Slovensko (Вельки-Шариш) — пиво и прохладительные напитки. 
  - Pivovar Šariš (Вельки-Шариш) — пиво и прохладительные напитки.
- Tate & Lyle Boleraz[англ.] (Болераз) — кукурузный крахмал, подсластители и другие ингредиенты.
- I.D.C. Holding (Братислава) — хлебобулочные и кондитерские изделия.
- Považský Cukor[англ.] (Тренчянска-Тепла) — сахар.
- Domäsko (Льесковец) — охлаждённая курятина, свинина и говядина, а также колбаса, сосиски, паштеты и яйца.
- Tauris (Римавска-Собота) — мясные изделия, включая колбасы, сосиски и бекон.
  - Tauris Nitria (Моймировце) — мясные изделия.
- ACHP Levice[англ.] (Левице) — мука и растительное масло.
- EU Poultry (Братислава) — курятина.
- HYZA[англ.] (Топольчани) — курятина и колбасы.
- Cloetta Slovakia[англ.] (Левице) — кондитерские изделия, включая жевательные конфеты и леденцы.
- Heineken Slovensko (Гурбаново) — пиво и прохладительные напитки.
  - Pivovar Hurbanovo (Гурбаново) — пиво и прохладительные напитки.
- Julius Meinl Coffee (Братислава) — кофе.
- Tatranská mliekareň (Кежмарок) — молочные продукты, включая сыр.
- Pierre Baguette (Сладковичово) — хлебобулочные изделия.
- Encinger (Братислава) — сухофрукты, орехи и кондитерские изделия.

## Промышленное, энергетическое и транспортное оборудование

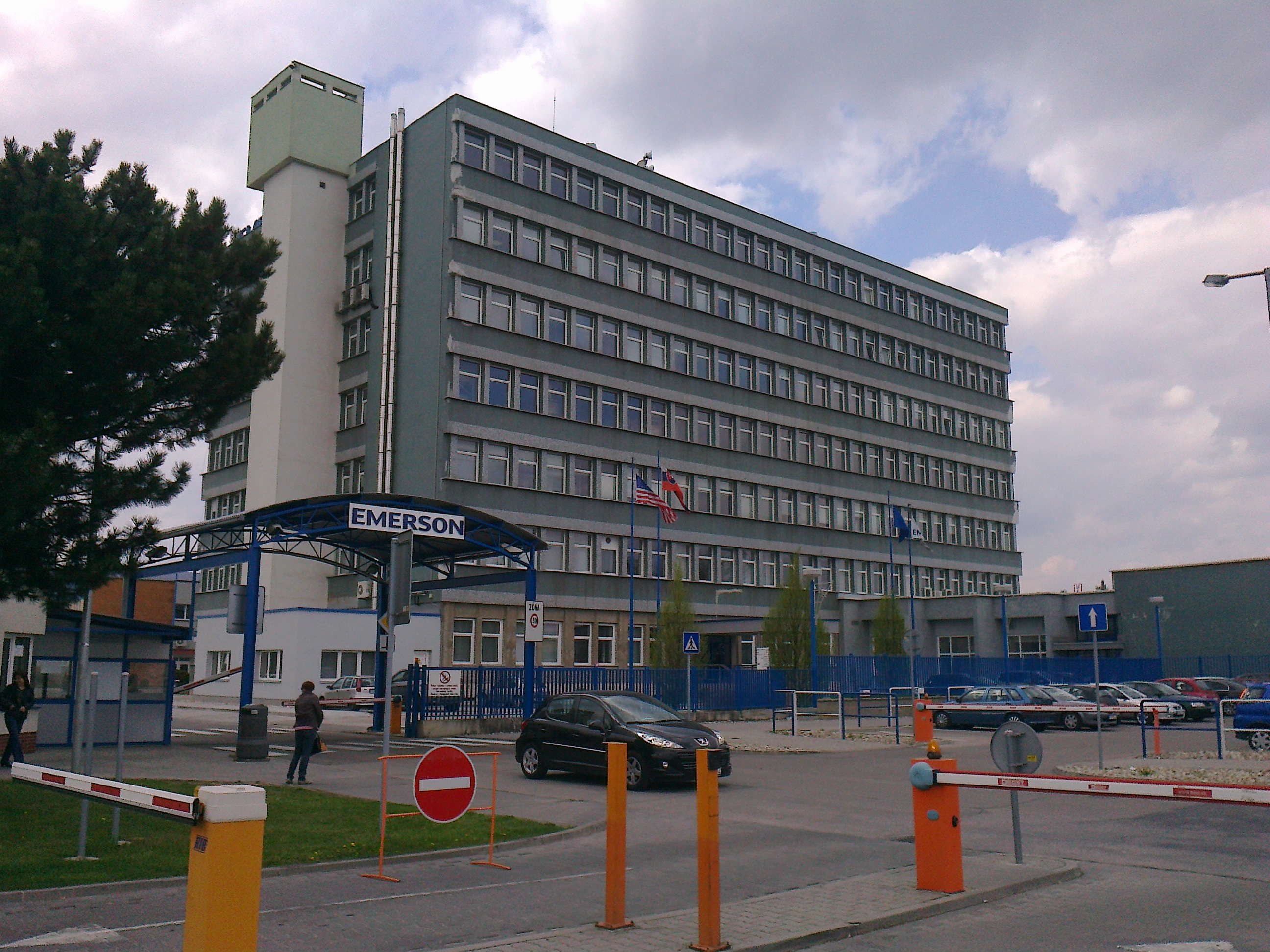
Завод Emerson Electric в Нове-Место-над-Вагом

В Словакии производят различное оборудование для железнодорожного и автомобильного транспорта, пищевой промышленности и логистики, а также отопительное, вентиляционное, холодильное и гидравлическое оборудование (включая котлы, насосы, компрессоры, термостаты, конденсаторы, кондиционеры, генераторы, моторы, клапаны и шланги), подъёмно-транспортное оборудование (включая подъёмники, погрузчики, лифты и эскалаторы), подшипники и приводы. Крупнейшими компаниями сектора являются: 
- Tatravagónka (Попрад) — железнодорожные вагоны и тележки.
- Vaillant Industrial Slovakia[англ.] (Скалица) — отопительное оборудование.
  - Protherm Production (Скалица) — электрические котлы.
  - Vaillant Heat Pump Production (Скалица) — электрические тепловые насосы[14].
  - Vaillant Industrial Slovakia (Тренчин) — модули для настенных котлов.
- Tomra Sorting[англ.] (Сенец) — сортировальное оборудование для пищевой промышленности.
- Embraco Slovakia (Спишска-Нова-Вес) — компрессоры и конденсаторы для холодильного оборудования.
- Vertiv Slovakia[англ.] (Нове-Место-над-Вагом) — источники питания, коммутационные устройства, кондиционеры и конденсаторы для дата-центров.
- Prodcen Dhollandia (Предмиер) — гидравлические платформы и подъёмники для автомобилей.
- Schindler Dunajská Streda (Костольне-Крачаны) — пассажирские и грузовые лифты.
- Danfoss Power Solutions (Поважска-Бистрица) — гидравлическое оборудование, включая генераторы, моторы, клапаны и шланги.
  - Danfoss Power Solutions (Дубница-над-Вагом) — гидравлические шланги и соединительные системы.
  - Danfoss Power Solutions (Злате-Моравце) — термостаты для холодильного оборудования.
- Iljin Slovakia[англ.] (Правенец) — подшипники для строительной, железнодорожной и авиационной техники, системы волновой передачи и приводы.
- BSH Drives and Pumps (Михаловце) — электродвигатели, насосы и вентиляторы для бытовой техники.
- Minebea Slovakia[англ.] (Кошице) — вентильные электродвигатели и электроприводы.
- ContiTech Vibration Control Slovakia (Дольне-Вестенице) — антивибрационные системы, включая подвески и уплотнители для судов, поездов, грузовых и легковых автомобилей.
- PPS Group (Детва) — фронтальные и вилочные погрузчики.
- Schindler Eskalatory (Дунайска-Стреда) — эскалаторы и движущиеся дорожки.

## Производство стройматериалов

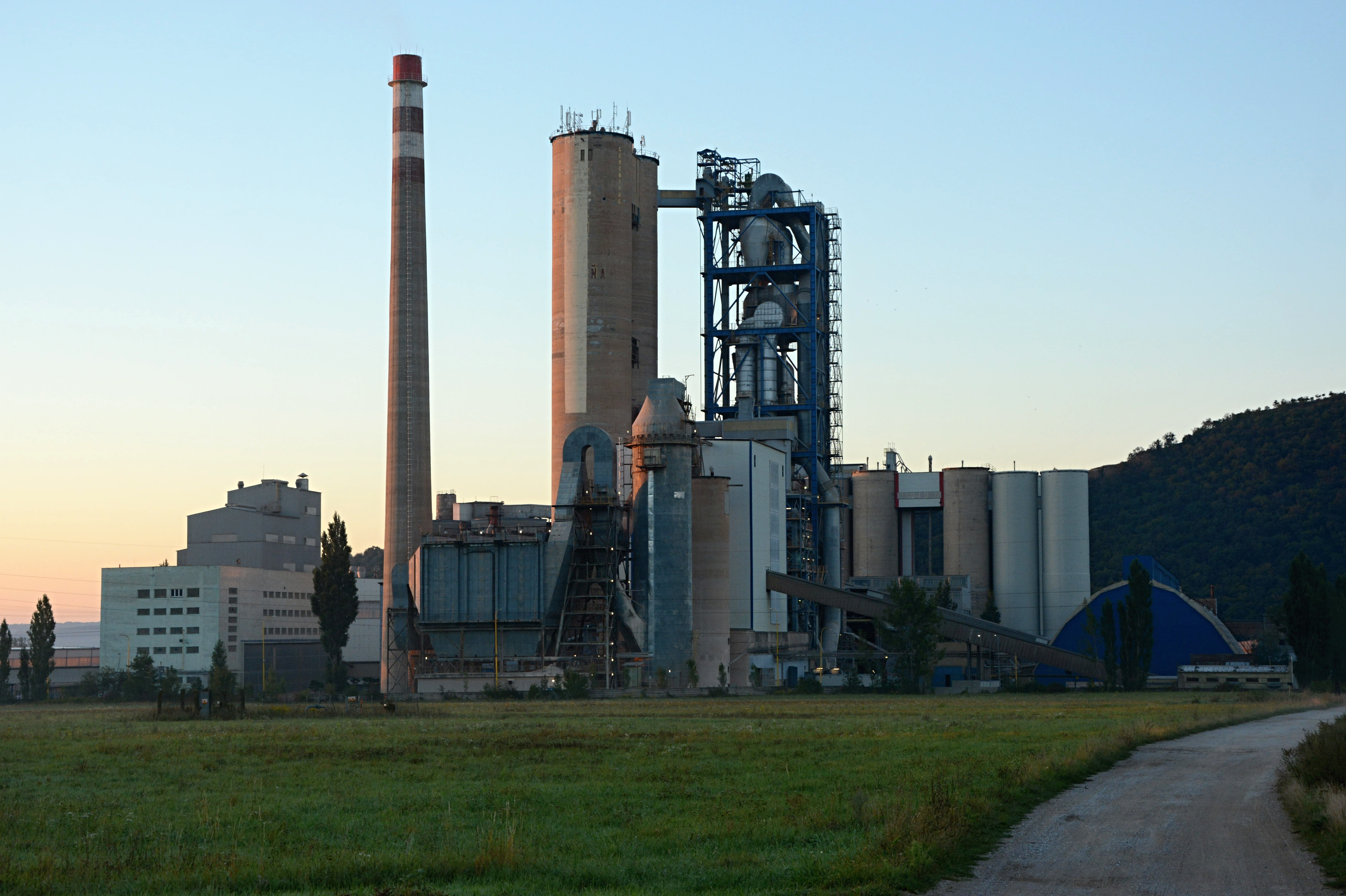
Цементный завод CRH в Турня-над-Бодвою

В Словакии производят широкий ассортимент стройматериалов, включая цемент, бетон, кирпичи, изоляционные и кровельные материалы.
- Danucem Slovensko (Рогожник) — цемент и бетон.
- Johns Manville Slovakia[англ.] (Трнава) — стекловолоконная изоляция.

## Военная промышленность
- MSM Group / VOP Nováky (Новаки) — боеприпасы, включая ракеты, снаряды и крупнокалиберные патроны[15].

## Горнодобывающая промышленность
- Hornonitrianske bane Prievidza (Прьевидза) — добыча и переработка бурого угля.
- Carmeuse Slovakia[англ.] (Кошице) — добыча и переработка известняка.

## Швейная и обувная промышленность
- Lowa Production (Бошаны) — спортивная и туристическая обувь.
- Ecco (Мартин) — повседневная обувь.